# Javier Pineda Cabo
Javier Pineda Cabo (Torrelavega, 26 de novembre de 1973 és un exfutbolista càntabre, que ocupava la posició de defensa.

## Trajectòria
Es va formar al club de la seua ciutat natal, la Gimnástica Torrelavega. Pujaria al primer equip dels càntabres la temporada 93/94, i durant bona part de la dècada dels 90, va ser una peça clau del conjunt gimnàstic, tant a Segona B com a Tercera Divisió. Va poder acomiadar-se del seu equip amb un ascens a Segona Divisió, però a la darrera jornada dels playoffs d'ascens de la temporada 99/00, entre els quatre equips amb opcions a pujar de categoria, la sort va afavorir al Real Jaén.
L'estiu del 2000 s'incorpora a l'altre gran equip de la regió, el Racing de Santander, amb qui debuta a primera divisió. Però, només juga nou partits i els santanderins baixen a Segona. A la categoria d'argent, Pineda segueix sense fer-se titular, i la temporada 02/03, amb el Racing una altra vegada a Primera, assoleix participar en 24 partits.
No té continuïtat i per la temporada 03/04 fitxa pel Polideportivo Ejido. Al conjunt andalús la seua aportació aniria de més a menys, de la titularitat del seu primer any fins no comptar tant al segon. El 2005 passa al Racing de Ferrol, on una lesió crònica li impossibilitaria jugar més de sis partits, a més a més, per la lesió va ser acomiadat del club gallec (la qual posteriorment es va declarar improcedent).
Retorna a la Gimnástica el 2006, amb qui signa una bona campanya. Finalment, es retiraria el 2008, després d'haver jugat la darrera temporada amb el Logroñés CF.